# Sokolniki

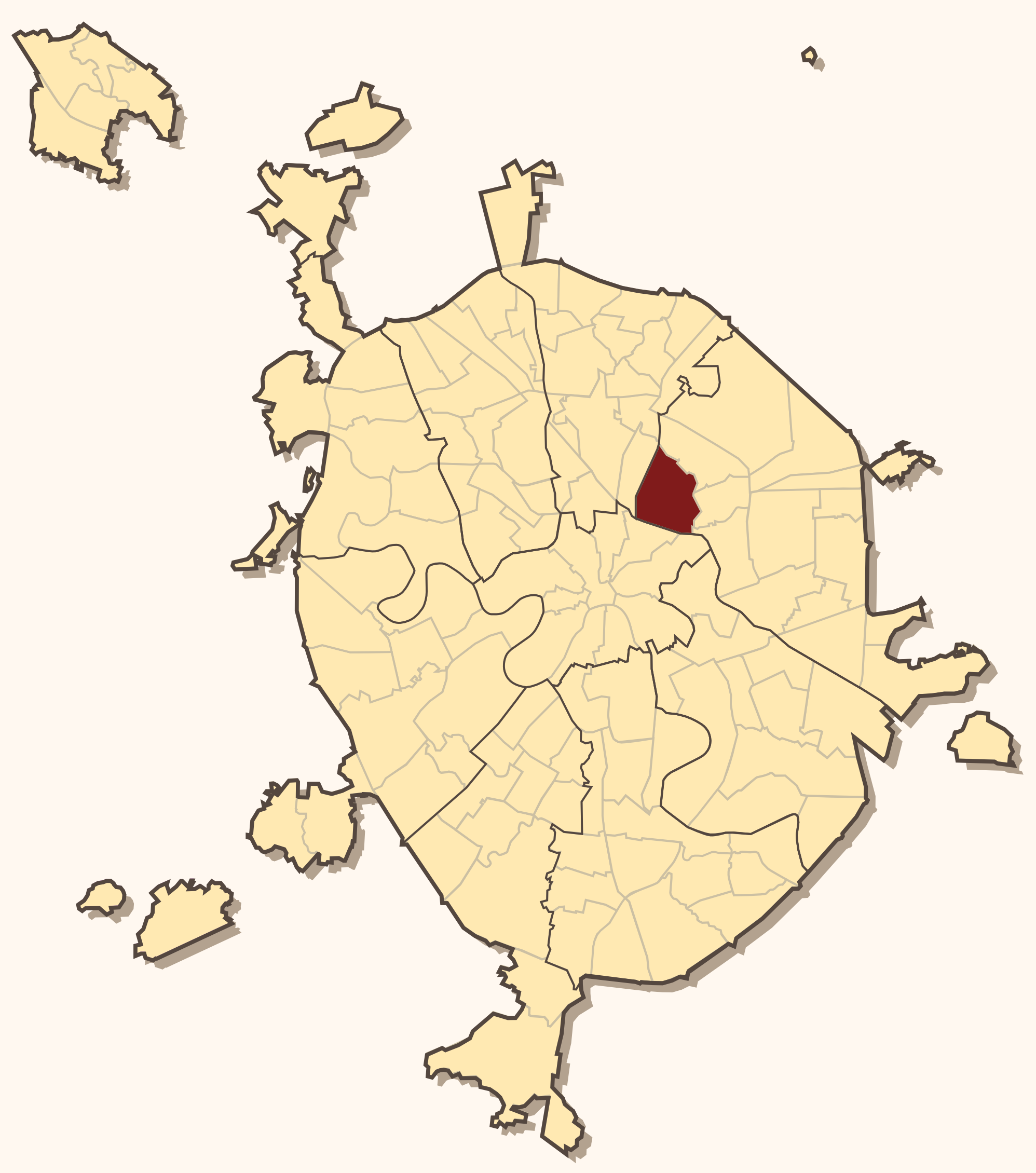
Lage von Sokolniki in Moskau

Sokolniki (russisch Соко́льники, Ausspracheⓘ) ist ein Stadtteil im Östlichen Verwaltungsbezirk der russischen Hauptstadt Moskau. Zudem ist es der Name eines in diesem Stadtteil gelegenen U-Bahnhofs der Moskauer Metro.
Sokolniki ist vor allem bekannt durch einen großen stadtwaldähnlichen Park, der sich nördlich an den Stadtteil anschließt und ein beliebtes Naherholungsziel darstellt. Weiter nördlich gehen die Waldgebiete des Parks in den Nationalpark Lossiny Ostrow über. Weitere bekannte Objekte in Sokolniki sind das Messegelände, die Abrikossow-Fabrik sowie der Sportpalast Sokolniki.

## Die Geschichte
Sokolniki bezeichnete ursprünglich einen jahrhundertealten Kiefernwald, der nordöstlich an Moskau angrenzte. Eine Fortsetzung dieses Waldes bildet der Nationalpark Losiny Ostrow.
Seit dem 15. Jahrhundert diente Sokolniki als geschütztes Jagdgebiet für die Falkenjagd der Großfürsten und später der Zaren. Zur beliebten Ausflugsstätte der Moskauer Bevölkerung entwickelte sich das Gebiet ab der Zeit Peters des Großen. Zu Beginn des 18. Jahrhunderts entstand die Sokolniki-Sloboda, in der Falkner lebten, die für die Ausbildung und Haltung der Falken für die zaristische Jagd verantwortlich waren. Unter der Herrschaft von Kaiserin Anna Iwanowna siedelten sich dort auch Büchsenjäger an, die nach der Verbreitung von Jagdgewehren hochrangige Persönlichkeiten bei der Hetz- und Falkenjagd begleiteten. Die Sloboda lag nördlich der heutigen Rusakowskaja-Straße und westlich des Dorfes Preobraschenskoje – im Bereich der heutigen Sokolnitscheskaja Slobodka-Straße.
Mit dem Bau des Kammer-Kollegium-Walls wurde das Gebiet des heutigen Bezirks Sokolniki 1742 in die Zollgrenze Moskaus einbezogen. Ab der zweiten Hälfte des 19. Jahrhunderts begann die umfassende Bebauung Sokolniki. Ende des 19. Jahrhunderts wurde ein Großteil des Waldes in einen Park umgestaltet, der von zahlreichen Datschas umgeben war.
Als eigenständiger Stadtteil Moskaus existiert Sokolniki seit 1890. 1935 erhielt der Bezirk mit der Metrostation „Sokolniki“ Anschluss an das Zentrum der Stadt – die erste Station außerhalb des heutigen Zentralen Verwaltungsbezirks.

## U-Bahnhof Sokolniki

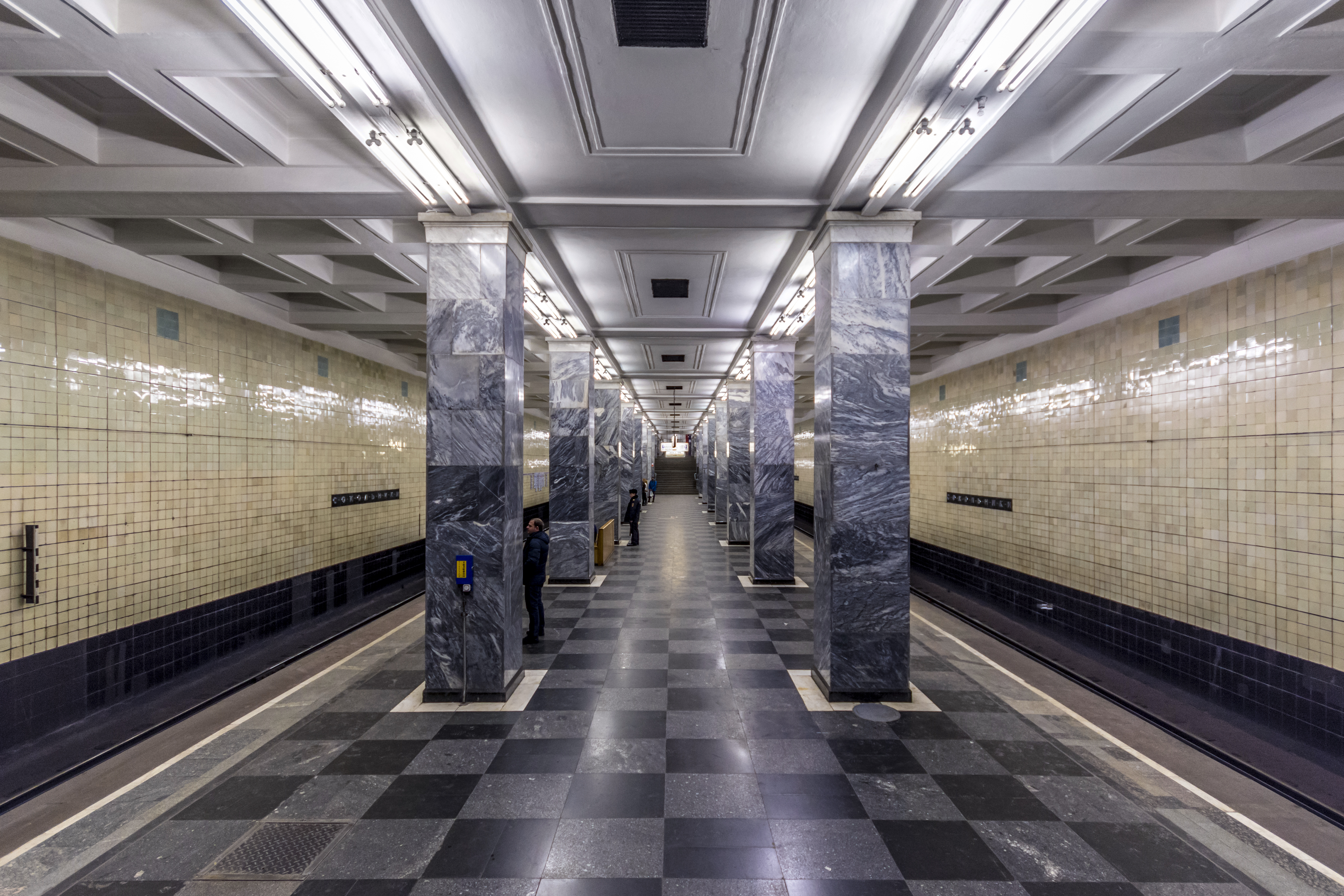
U-Bahnhof Sokolniki

Der U-Bahnhof Sokolniki wurde am 15. Mai 1935 im Rahmen des ältesten Bauabschnitts der Moskauer Metro eröffnet. Bis 1965 diente er als nordöstliche Endstation der „roten“ Sokolnitscheskaja-Linie, dann wurde die Linie um eine weitere Station bis Preobraschenskaja Ploschtschad verlängert. Dabei wurde auch eine U-Bahnbrücke über den Fluss Jausa am östlichen Rand von Sokolniki errichtet. Heute gilt Sokolniki vielfach als der älteste aller Moskauer Metrobahnhöfe, da mit der Aushebung einer ersten Baugrube in dessen Nähe im November 1931 der U-Bahnbau in Moskau begann.
Der Bahnhof hat einen einzigen Zugang, der in ein bogenförmiges Vestibülgebäude in der Nähe der Ausfallstraße Russakowskaja uliza und des Sokolniki-Parks eingebaut ist. Mit der Bahnsteighalle ist das Vestibül durch zwei Treppen und einen sich dazwischen befindenden Gang auf der Ticketschalterebene verbunden. Die Bahnsteighalle, die mit nur neun Metern unter der Erdoberfläche für Moskauer Verhältnisse sehr flach angelegt ist, weist eine für Stationen des ersten Moskauer Bauabschnitts von 1935 typische, eher sachliche Architektur auf: ein Mittelbahnsteig mit keramikgefliesten Wänden, getrennt durch zwei Reihen vierkantiger und mit grauem Marmor verkleideter Säulen. Von dieser Grundform her erinnert der Aufbau der Station stark an den ebenfalls am 15. Mai 1935 eröffneten U-Bahnhof Arbatskaja, der heute zur Filjowskaja-Linie gehört.